# La Nou de Gaià
La Nou de Gaià är en kommun i Spanien.   Den ligger i provinsen Província de Tarragona och regionen Katalonien, i den östra delen av landet, 400 km öster om huvudstaden Madrid. Antalet invånare är 555. Arean är 4,3 kvadratkilometer. La Nou de Gaià gränsar till Vespella de Gaià, La Pobla de Montornès, Altafulla, La Riera de Gaià och El Catllar. 
Terrängen i La Nou de Gaià är platt.